# Мерілебон (станція)
51°31′20″ пн. ш. 0°09′47″ зх. д. / 51.522222° пн. ш. 0.163056° зх. д.

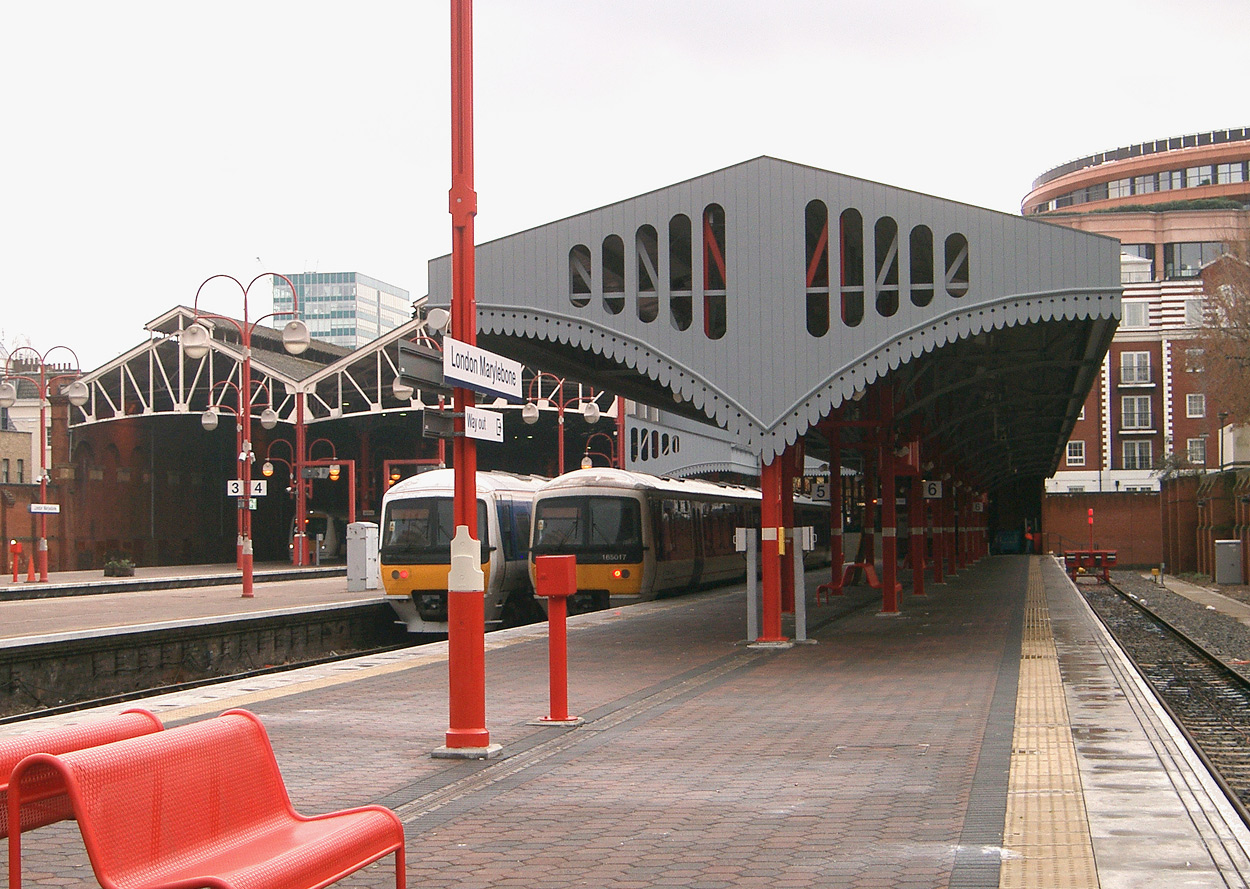
Платформи 5 і 6 були побудовані в 2006 році для обслуговування Chiltern Railways

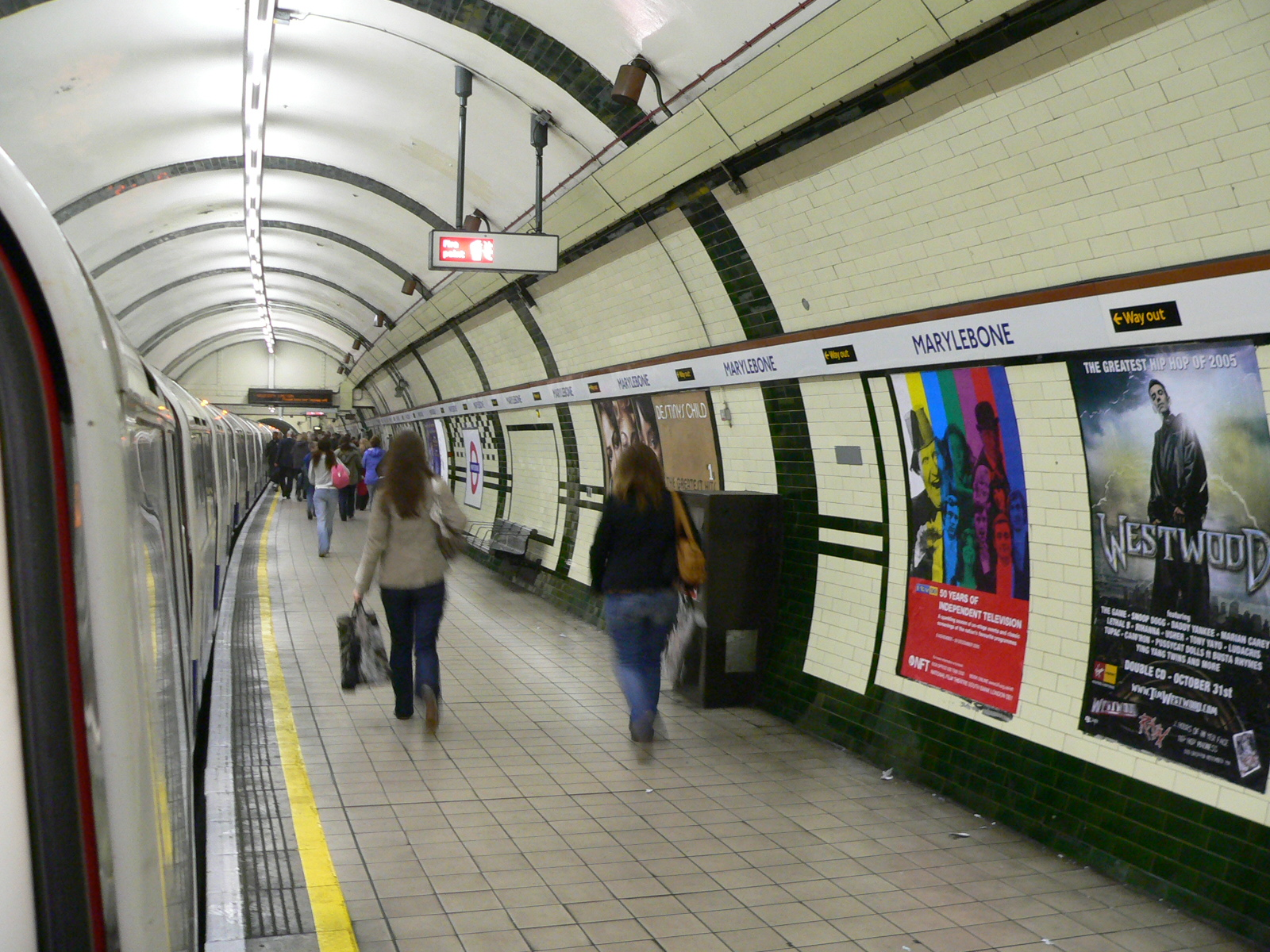
Берегова платформа метростанції Мерілебон

Станція Мерілебон (англ. Marylebone station) — станція Лондонського залізничного вузла та Лондонського метрополітену лінії Бейкерлоо. Станція має найменший вокзал серед станцій Лондонського залізничного вузла. Розташована у районі Мерілебон, Вестмінстер. Станція належить до 1 тарифної зони. В 2014 році пасажирообіг залізничної станції склав 11,758 млн осіб, метростанції  — 13,30 млн осіб.

## Залізнична станція
Залізнична станція була відкрита в 1899 році як лондонський вокзал Great Central Main Line (GCML), останньої великої залізниці, відкритої у Великій Британії, що сполучає Лондон з містами Ноттінгем, Шеффілд і Манчестер. Мерілебон був останнім з лондонських вокзалів, який був побудований. В 1907 році була побудована метростанція лінії Бейкерлоо.
Станція Мерілебон постраждала через відсутність трафіку після закриття GCML в 1966 році. До 1980-х років їй загрожувало закриття. В 1993 році станція кінцевим пунктом Chiltern Main Line. Після приватизації британської залізниці, станція була розширена двома додатковими платформами в 2006 році та покращила обслуговування станції Бірмінгем-Сноу-Гілл. В 2015 році була відкрита нова хорда що дозволило потягам обслуговувати Oxford to Bicester Line.
Станом на 2019 рік, це єдина не електрифікована станція Лондонського залізничного вузла.
| Попередня станція | Лінія | Лінія                                         | Лінія | Наступна станція                                                                                   |
| ----------------- | ----- | --------------------------------------------- | ----- | -------------------------------------------------------------------------------------------------- |
| Кінцева           |       | Chiltern Railways Chiltern Main Line          |       | Хай-Віком Гадденем-енд-Тейм-парквей Байсестер-Норт Вемблі-стадіон Денгам-гольфклуб Джеррардс—кросс |
| Кінцева           |       | Chiltern Railways Залізниця Лондон — Ейлсбері |       | Герроу-он-те-гілл                                                                                  |

## Метростанція
Станція лондонського метро знаходиться на лінії Бейкерлоо між станціями Бейкер-стріт та Еджвар-роуд, як і залізнична станція належить до 1 тарифної зони. Доступ на перон здійснюється через ескалатори з головного холу залізничного вокзалу, в якому знаходиться каса станції метро. До 2004 року на станцію обслуговував дерев'яний ескалатор, один з останніх у лондонській підземці.

## Пересадки
- У кроковій досяжності знаходиться станція Паддінгтон